# Suså
Suså är ett vattendrag på ön Sjælland i Danmark. Det ligger i den sydöstra delen av landet. Suså mynnar i Karrebæk Fjord. Dess källa är Tingerup Tykke och den mynnar i Karrebæksminde Bugt i närheten av Næstved. Den passerar Tystrup Sø och Bavelse Sø på vägen.